# Israel Del Toro
Israel Del Toro (Joliet, 27 de abril de 1975) es un orador motivacional y exmilitar estadounidense.
Un sargento mayor de la Fuerza Aérea de los Estados Unidos, después de que un Humvee en el que viajaba pasara sobre un artefacto explosivo improvisado, sufrió quemaduras en el 80 por ciento de su cuerpo, quedó gravemente desfigurado y cayó en coma durante tres meses. Aunque sus probabilidades de supervivencia se estimaron en un 15 por ciento, finalmente se recuperó y se convirtió en el primer aviador en volver a alistarse después de ser considerado 100 por ciento discapacitado. Después de su retiro de la Fuerza Aérea, Del Toro se convirtió en un orador motivacional.

## Primeros años de vida
Nació en Joliet (Illinois), el 27 de abril de 1975. Perdió a sus dos padres a una edad temprana. Cuando tenía doce años, su padre murió de un ataque cardíaco, y a los catorce, su madre murió en una colisión con un conductor ebrio. Tras la muerte de sus padres, comenzó a criar a sus tres hermanos menores junto a sus abuelos. En 1993, se graduó de Providence Catholic High School en New Lenox (Illinois). Insatisfecho con su trabajo en una planta de amoníaco, decidió unirse a la Fuerza Aérea en 1997.

## Carrera militar
Se unió a la Fuerza Aérea como aprendiz del Grupo de Control Aéreo Táctico (TACP); su principal responsabilidad era solicitar apoyo aéreo. Participó en acción en Bosnia en marzo de 2001 y en la Guerra de Irak, ganando una Estrella de Bronce por su servicio. En agosto de 2005, fue enviado a Afganistán como parte de la Operación Libertad Duradera. El 4 de diciembre de 2005, mientras estaba en una misión para «neutralizar» un objetivo de alta prioridad, su Humvee golpeó un artefacto explosivo improvisado. Más tarde contó que sintió una «ráfaga de calor intensa» y que estaba «en llamas de la cabeza a los pies». Después de desplomarse, un miembro del equipo lo llevó a un arroyo cercano; otros lo mantuvieron despierto hasta que llegó la evacuación médica. Mientras recibía atención médica, ordenó con éxito a un soldado que solicitara un ataque aéreo en su lugar. Fue evacuado en helicóptero a un hospital de campaña.

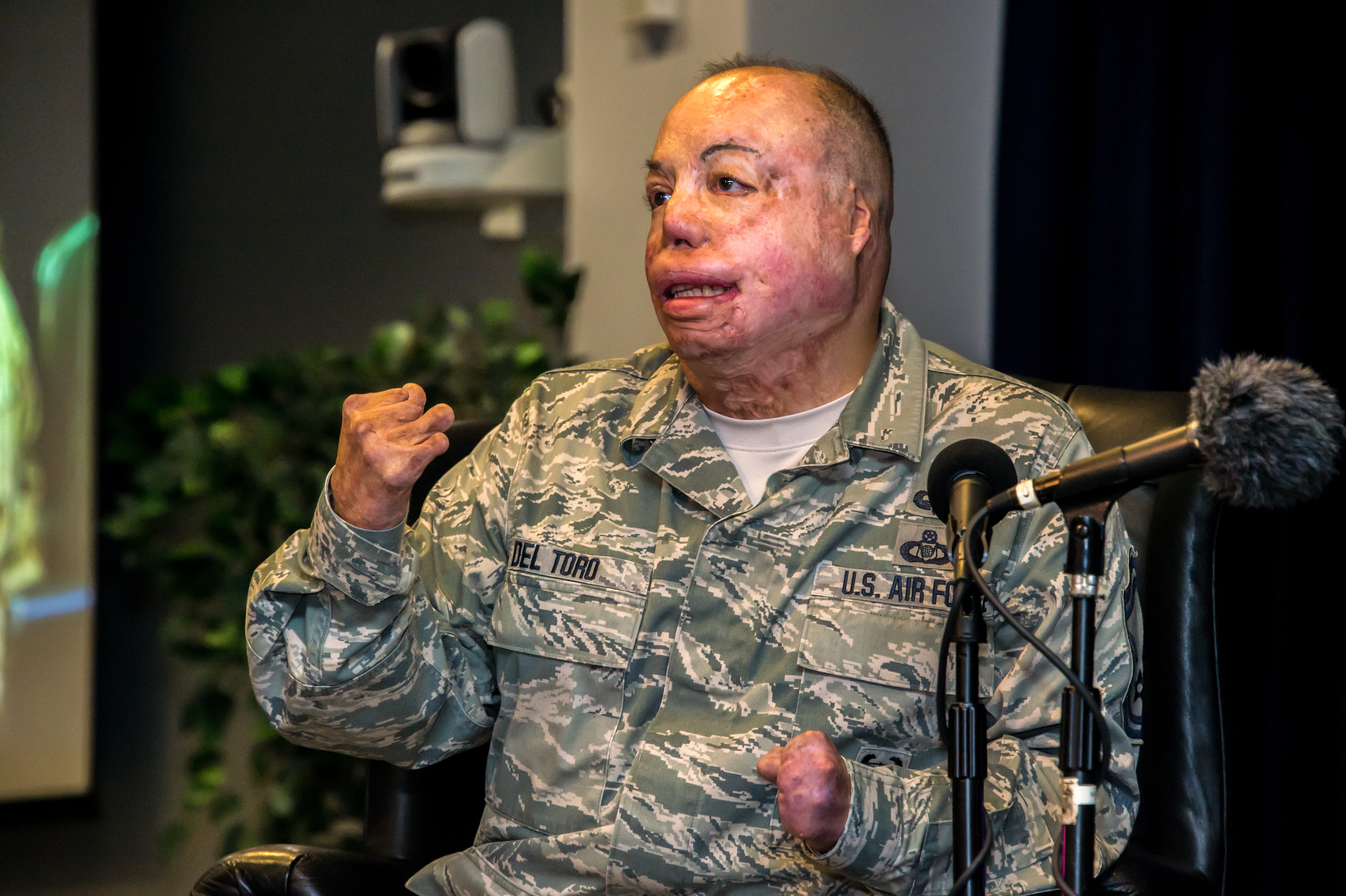
Del Toro en 2018.

Tras llegar al hospital, cayó en coma hasta marzo del año siguiente. Recibió quemaduras en el 80 por ciento de su cuerpo, perdió aproximadamente 85 libras y casi murió en tres ocasiones por quemaduras en los pulmones. Los médicos creían que tenía un 15 por ciento de posibilidades de sobrevivir a sus heridas y que nunca podría caminar ni respirar sin el uso de un respirador artificial. Para evitar infecciones le extirparon partes de la piel. Después de despertar de su coma en el Centro Médico del Ejército Brooke, no pudo ver su propio reflejo debido a su estado desfigurado. Al verse accidentalmente en un espejo por primera vez, se desanimó, temiendo que su hijo pequeño lo viera como un monstruo. Sin embargo, más tarde recordó que cuando se reunió con su hijo en mayo de 2006, su hijo lo abrazó rápidamente, a pesar de lo irreconocible que estaba respecto a su apariencia anterior. Él atribuyó a su terapeuta una gran ayuda en su recuperación mental después de la explosión.
A pesar de la gravedad de sus lesiones, después de cinco años y más de 100 cirugías, finalmente recuperó su fuerza. Ante la posibilidad de elegir entre retirarse de la Fuerza Aérea y volver a alistarse como instructor de TACP, optó por permanecer en la Fuerza Aérea, convirtiéndose en el primer aviador en volver a alistarse después de ser considerado 100 por ciento discapacitado. Ganó una medalla de oro en lanzamiento de bala en los Juegos Invictus de 2016, y posteriormente fue seleccionado para el Programa de Atletas de Clase Mundial como paratleta, lo que le permitió entrenar en lanzamiento de bala antes de los Juegos Paralímpicos de Río de Janeiro 2016. También impartió clases de paracaidismo en la Academia de la Fuerza Aérea, entrenando a cadete s con el 98.º Escuadrón de Entrenamiento de Vuelo. Se retiró de la Fuerza Aérea en 2019 como sargento mayor superior.

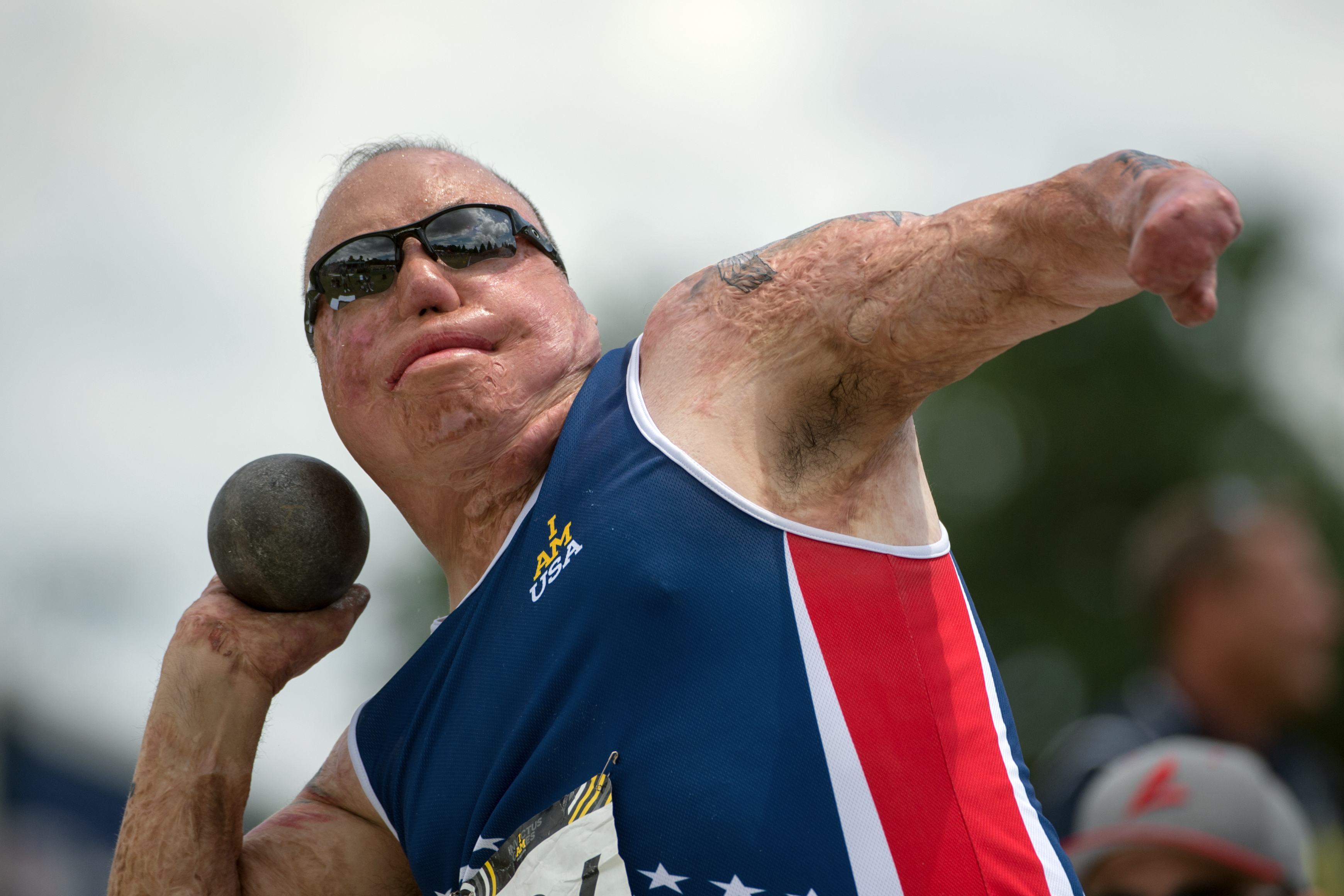
Del Toro en los Juegos Invictus 2016.

## Vida personal
Del Toro está casado con Carmen Del Toro; los dos tienen un hijo también llamado Israel, que tenía tres años cuando ocurrió la explosión. Recibió el Premio Pat Tillman al Servicio en la 25.ª edición de los Premios ESPY. Es graduado de la Universidad de Illinois y un aficionado a los deportes, especialmente a los eventos de campo. Después de su retiro de la Fuerza Aérea, Del Toro se convirtió en un orador motivacional. Hizo una aparición en el tercer episodio de Bumping Mics with Jeff Ross & Dave Attell. En 2022, la Fundación Tunnel to Towers le regaló a Del Toro y su familia una casa inteligente en Peyton (Colorado).